# Бодо (народ)
Бодо — этническая группа на северо-востоке Индии. Проживают главным образом в индийском штате Ассам и некоторых прилегающих территориях, в том числе в Непале. По данным переписи 1991 года численность этноса составляла около 1,2 млн человек. Ethnologue называет число около 1,5 млн человек. Бодо является одним из 18 народов, известных под общим названием бодо-качари.
Язык бодо относится к тибето-бирманской семье, в качестве письменности сегодня обычно используется письмо деванагари. Распространена традиционная религия бодо, в наши дни имеются также бодо-христиане.

## Этническая история
Бодо пришли в долину Брахмапутры в V веке. В XV веке в долину пришли ассамцы, что привело к столкновениями между ними и бодо. В 1967 году бодо поставили вопрос об автономии в форме союзной территории, а с конца 1980-х годов началась вооружённая борьба. За 1989 год был совершён ряд нападений и поджогов, в результате которых 549 человек погибли и 1141 был ранен. Для подавления была брошена индийская армия, последовали переговоры, в результате чего в 1993 году был создан Автономный совет бодо. Сепаратистов эти уступки не устроили и волна терактов продолжилась, после чего в 2003 году была создана автономия Территориальный совет Бодоленда (4 района, 3082 поселения). Тем не менее этнический конфликт продолжается.

## Образ жизни и культура
Традиционной частью культуры является ткачество. Многие семьи держат своих собственных шелкопрядов, девочек бодо обычно с ранних лет учат ткать. Довольно традиционно также умение изготавливать различные изделия из бамбука. Основным продовольствием является рис, его употребляют с овощами, рыбой либо свининой.
Традиционным танцем бодо является багурумба, который обычно сопровождается особой песней.